# Strada statale 201 dell'Aeroporto di Fiumicino
La ex strada statale 201 dell'Aeroporto di Fiumicino (SS 201), poi diventata autostrada A91, era una strada statale italiana, successivamente elevata al rango di autostrada, che collegava la capitale con l'aeroporto di Roma-Fiumicino.

## Storia
La strada venne istituita nel 1955.
La strada fu progettata come via d'accesso dal centro abitato di Roma all'allora in costruzione aeroporto di Roma-Fiumicino. Il caposaldo iniziale era rappresentato da Porta Portese, dalla quale proseguiva mediante viabilità completamente a carico del comune di Roma fino al bivio con il Ponte della Magliana. Da qui la strada proseguiva tra il fiume Tevere e la linea ferroviaria Roma–Pisa, allora passante per Ponte Galeria. Da quest'ultima località la strada seguiva il tracciato della via Portuense fino all'aeroporto stesso.
Il secondo tratto della strada venne inaugurato e aperto al traffico il 30 dicembre 1967.
Il 1º febbraio 1969 la strada venne elevata al rango di autostrada con la denominazione autostrada Roma-Aeroporto di Fiumicino, sprovvista però di una sigla con numero come usuale per il resto della rete autostradale.